# Meleaba balzapambaria
Meleaba balzapambaria är en fjärilsart som beskrevs av Charles Oberthür. Meleaba balzapambaria ingår i släktet Meleaba och familjen Uraniidae. Inga underarter finns listade i Catalogue of Life.